# LaSalle II Concept
Pour les articles homonymes, voir La Salle.
La LaSalle II Concept ou Cadillac LaSalle II Concept est une voiture de sport concept car du constructeur automobile américain LaSalle (de Cadillac, de General Motors), produite en 2 exemplaires, présentés au General Motors Motorama de 1955.

## Historique
Ce concept car est conçu par le département Art & Color de General Motors, à la demande du chef-designer et vis-président de General Motors Harley J. Earl, pour étudier une éventuelle renaissance de la marque LaSalle, filiale de Cadillac, disparue depuis 1941. 
Elle est produite en 2 exemplaires, avec un design de carrosserie en fibre de verre très inspiré des Chevrolet Corvette (C1) de 1953 ou du concept car Buick Wildcat II de 1954 (également de General Motors) : 
- Berline Sedan cabriolet (XP32)[3]
- Roadster (XP34)[4]

Concept car Buick Wildcat II (1954)
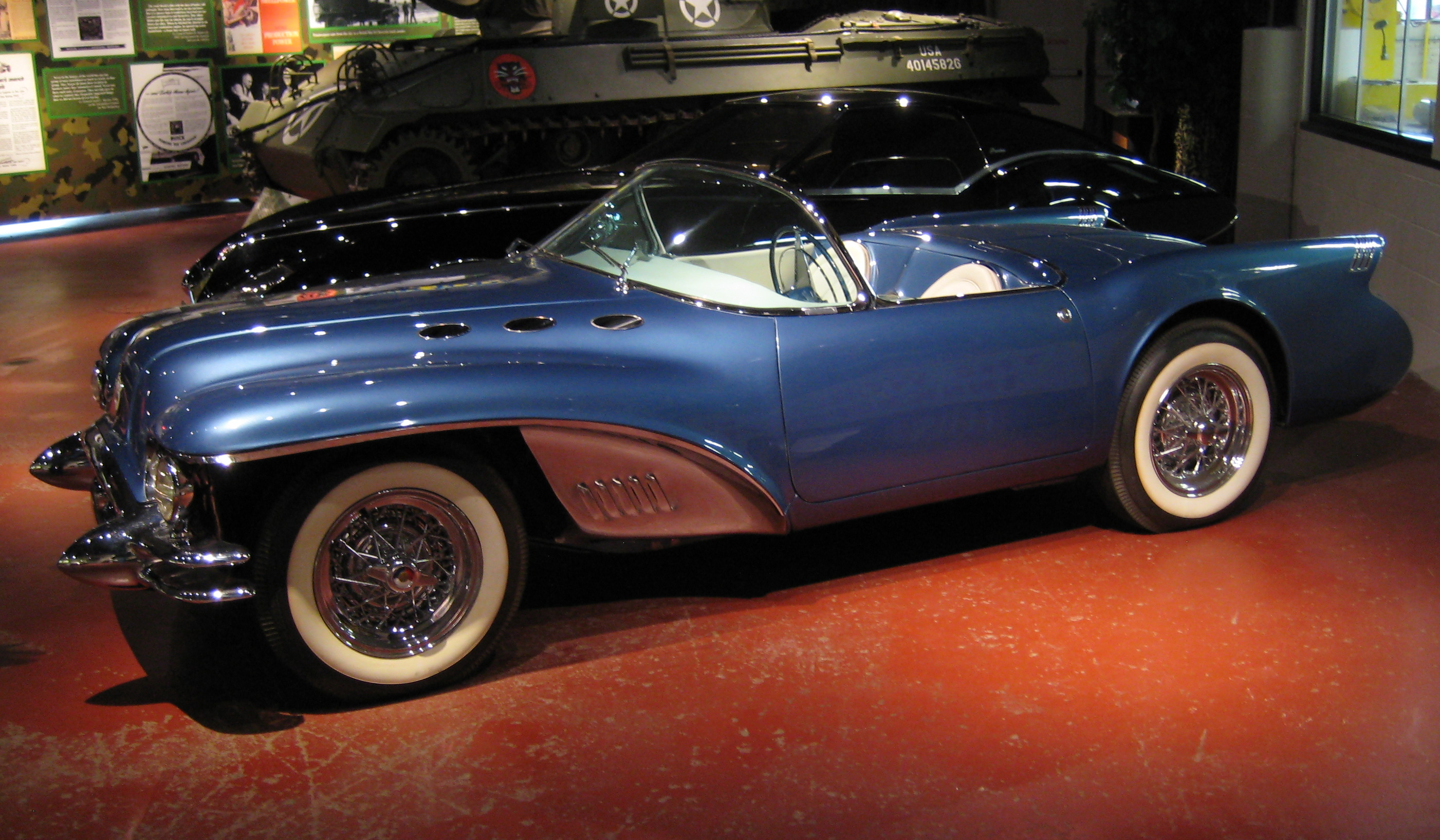
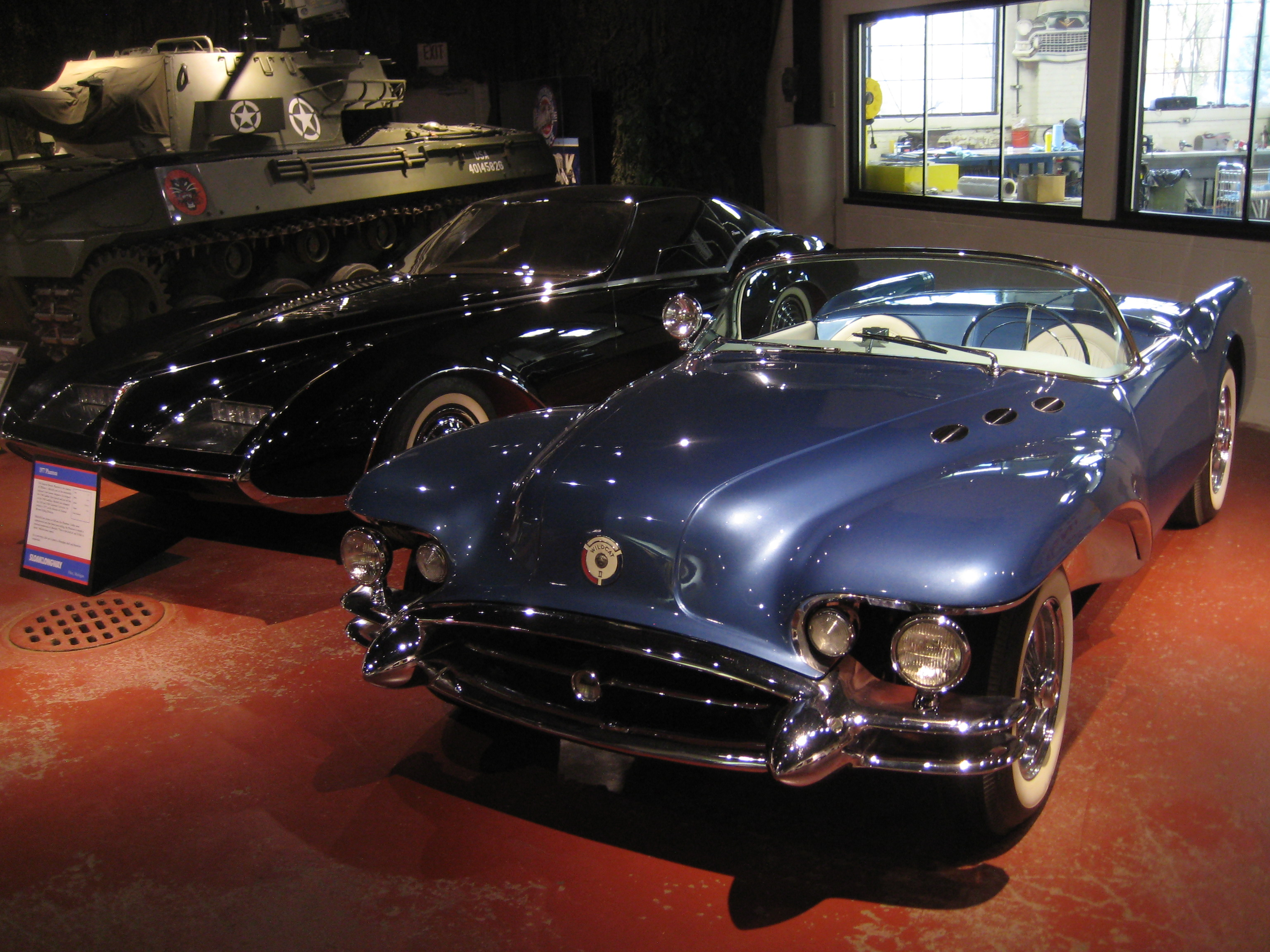
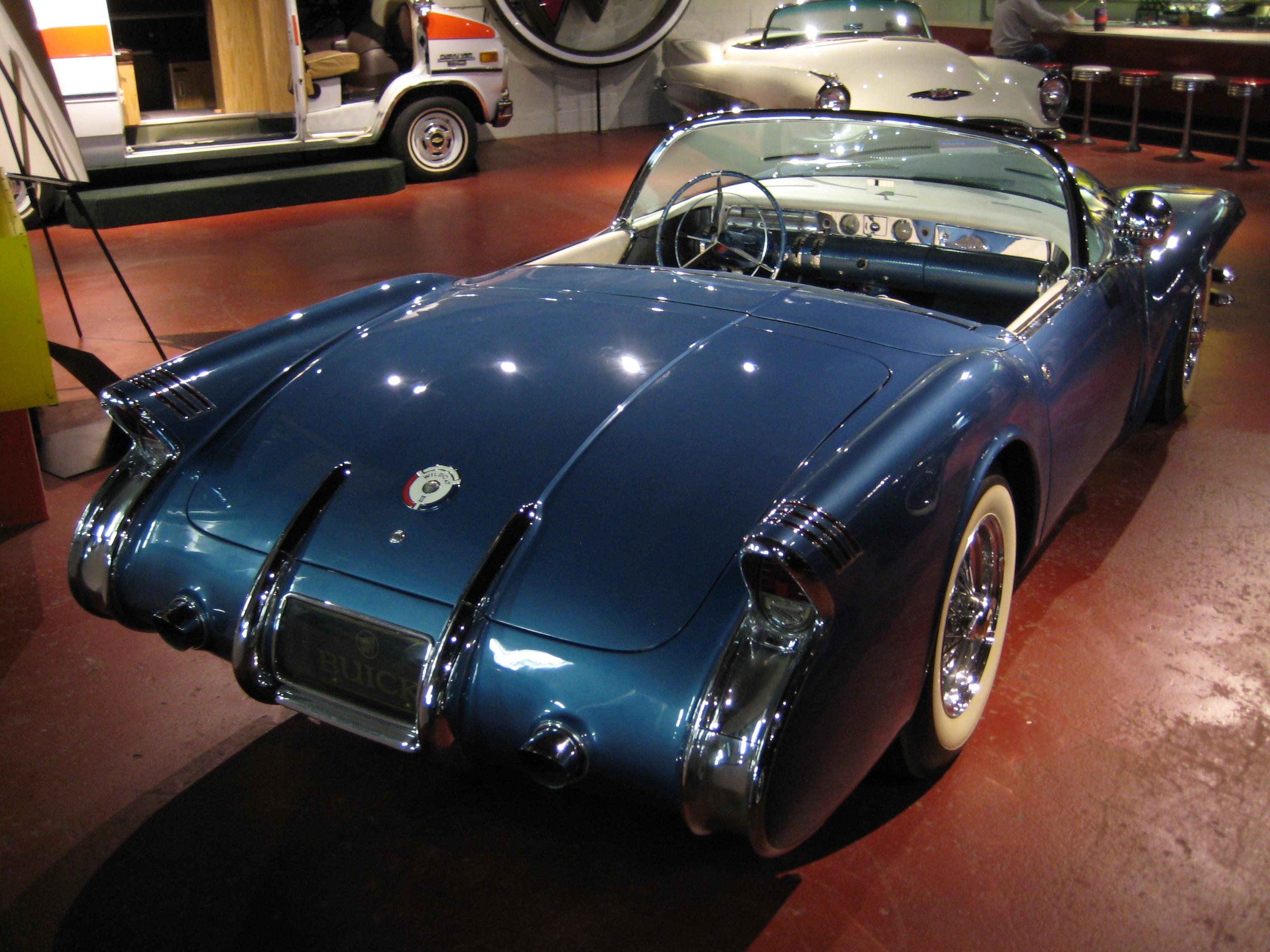

Elle est propulsée par un moteur V6 DOHC de 2,5 L en aluminium de 150 ch. 
Ce modèle concurrence entre autres les Chevrolet Corvette (C1) (1953), Pontiac Bonneville Special (1954), Oldsmobile F-88 (en) (1954), Chrysler Falcon (1955), Ford Thunderbird I (1955), Buick Centurion Concept (1956), Oldsmobile Golden Rocket (1956), ou encore Pontiac Club de Mer (en) (1956)...

## Restauration et musée

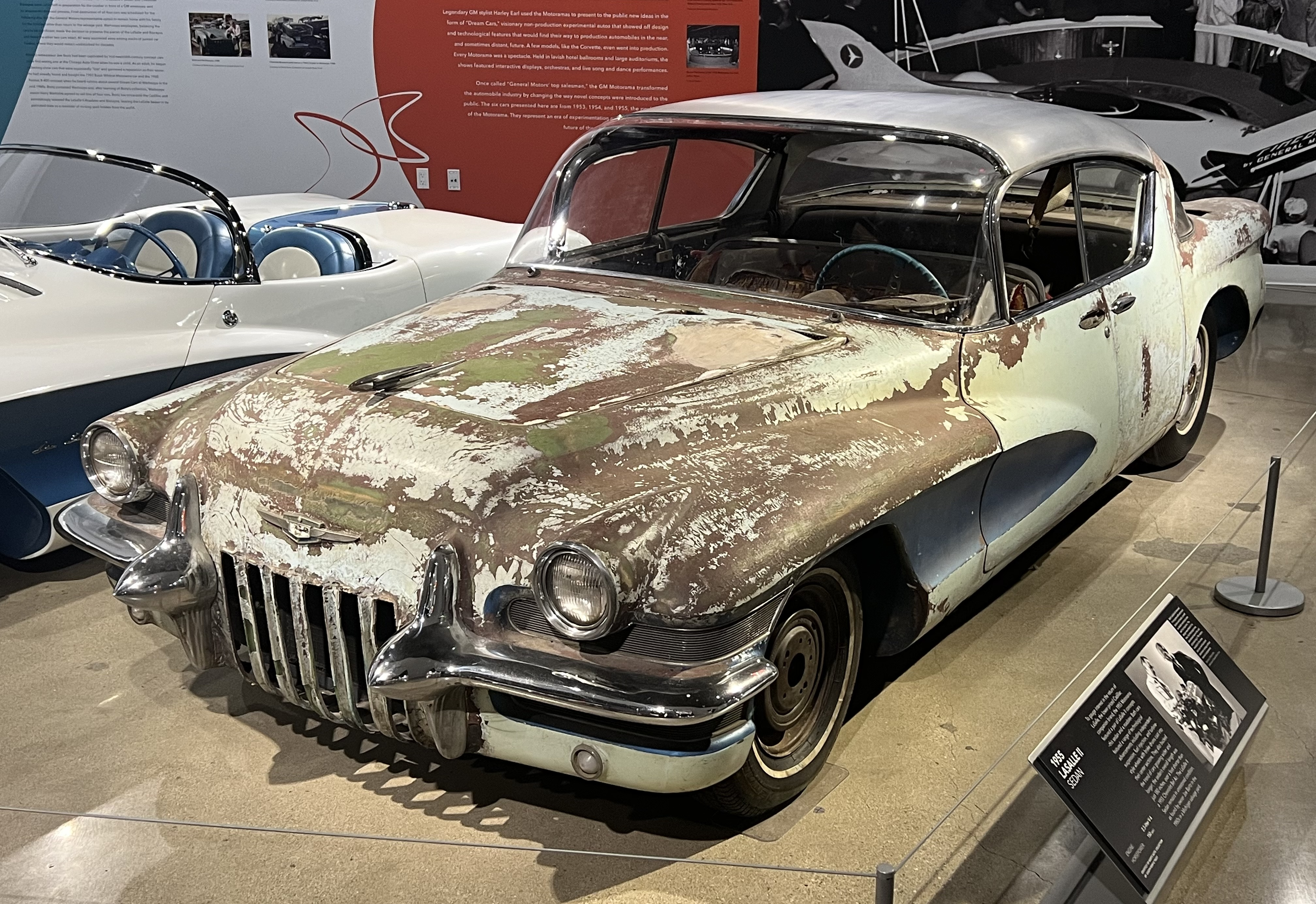
Version berline Sedan du Petersen Automotive Museum de Los Angeles.

Les épaves des deux modèles sont retrouvées en 1988, par le collectionneur d'automobiles américain Joe Bortz de Chicago, abandonnées depuis de nombreuses années à l'état de trouvaille de grange dans une casse près du GM Heritage Center de Sterling Heights, de la banlieue de Détroit dans le Michigan. Le modèle roadster est depuis entièrement restauré d'origine, présenté en 2013 au concours d'élégance d'Amelia Island en Floride, et acquit et exposé depuis par le Petersen Automotive Museum de Los Angeles en Californie.